# بخش فرانکفورت (شهرستان ناکس، نبراسکا)
بخش فرانکفورت (به انگلیسی: Frankfort Township) یک منطقهٔ مسکونی در ایالات متحده آمریکا است که در شهرستان ناکس، نبراسکا واقع شده‌است. بخش فرانکفورت ۴۶٫۸۷ کیلومتر مربع مساحت و ۸۸ نفر جمعیت دارد و ۴۴۶ متر بالاتر از سطح دریا واقع شده‌است.